# Мехур убица (филм из 1988)
Мехур убица (енгл. The Blob) амерички је научнофантастични хорор филм из 1988. године, редитеља и сценаристе Чака Расела, са Шони Смит, Кевином Дилоном, Донованом Личом и Џефријем Деманом у главним улогама. Представља римејк истоименог филма из 1958. редитеља Ирвина Јаворта. Расел је написао сценарио заједно са Френком Дарабонтом, с ким је претходно сарађивао на филму Страва у Улици брестова 3: Ратници снова (1987).
Филм је сниман у Абенвилу, Луизијана, а премијерно је приказан 5. августа 1988, у дистрибуцији продукцијске куће TriStar Pictures. Упркос томе што је био комерцијални неуспех, филм је добио претежно позитивне критике и данас се сматра култним класиком.

## Радња
У мало рурално насеље Калифорније са неба пада метеорит из ког излази мало ружичасто створење амебоидног облика, које почиње да се шири и прождире сцаког ко му се нађе на путу. Испоставља се да се ради о неуспелом војном експерименту, а двоје тинејџера, Брајан Флаг и Мег Пени, откривају да је слабост чудовишта хладноћа.

## Улоге
| Глумац          | Улога                    |
| --------------- | ------------------------ |
| Кевин Дилон     | Брајан Флаг              |
| Шони Смит       | Мег Пени                 |
| Донован Лич     | Пол Тејлор               |
| Џефри Деман     | шериф Херб Гелер         |
| Кенди Кларк     | Фран Хјуит               |
| Џо Сенека       | др Медуз                 |
| Дел Клоус       | велечасни Микер          |
| Шерон Спелман   | госпођа Пени             |
| Бо Билингслеа   | Мос Вудли                |
| Арт ла Флер     | Том Пени                 |
| Рик Пол Голдин  | Скот Џески               |
| Пол Макрејн     | заменик шерифа Бил Бригс |
| Мајкл Кенворти  | Кевин Пени               |
| Даглас Емерсон  | Еди Бекнер               |
| Роберт Акселорд | Џенингс                  |
| Бил Мозли       | војник у канализацији    |
| Ерика Еленијак  | Вики де Сото             |
| Џек Рејдер      | пуковник Харгис          |
| Џек Ненс        | доктор                   |